# جوره ترمس
جوره ترمس (به عربی: جورة ترمس) یک منطقهٔ مسکونی در لبنان است که در شهرستان کسروان واقع شده‌است.
 جوره ترمس   ۱٬۰۱۰ متر بالاتر از سطح دریا واقع شده‌است.